# 꼬마 보트 토토: 타요 타요 배 타요
《꼬마 보트 토토: 타요 타요 배 타요》(노르웨이어: Elias og Storegaps Hemmelighet)는 2017년 10월에 개봉한 노르웨이의 애니메이션, 모험 영화이다.

## 줄거리
작은 마을 코지 만을 지키는 꼬마 보트 토토는
어느 날, 폭풍 속에서 길을 잃고 헤매는 화물선 비니를 구해 일약 스타가 된다.
토토의 유명세는 거대한 도시 빅 항구까지 퍼지게 되어,
이곳의 안전을 수호하는 구조선이 되어 달라는 제안을 받는다.
꿈에 그리던 도시에서 일하게 되어 마냥 신난 토토.
하지만, 근무 첫날부터 사고투성이에
친구들이 하나둘 사라진다는 으스스한 제보까지 받게 되는데…
과연? 토토는 도시를 무사히 지켜낼 수 있을까?